# Roland Hedlund
Roland Hedlund (født 17. november 1933, død 8. marts 2019) var en svensk skuespiller, der medvirkede i mere end 70 film og tv-serier mellem 1955 og 2012. Han vandt i 1969 en Guldbagge for sin hovedrolle i spillefilmen Oprøret i Ådalen (1969), der er instrueret af Bo Widerberg.

## Udvalgt filmografi
- Våld (1955, ukrediteret)
- Svarta palmkronor (1968)
- Oprøret i Ådalen (1969)
- Om 7 flickor (1973)
- En fyr og hans pige (1975)
- Fidusen (1978)
- Bomsalva (1978)
- Martin (1981)
- Rasmus på farten (1981)
- Bjerget på månens bagside (1983)
- Moa (1986)
- Kodenavn: Coq Rouge (1989)
- Tre kärlekar (tv-serie, 1989-1991)
- Din vredes dag (tv-serie, 1991)
- Den gode vilje (1992)
- Slangebøssen (1993)
- Frihedens skygge (tv-serie, 1994)
- Vendetta (1995)
- Sommeren (1995)
- Store og små mænd (1995)
- Jægerne (1996)
- Skærgårdsdoktoren (tv-serie, 2000)
- Kommissarie Winter (tv-serie, 2001
- Beck (tv-serie, 2001)
- Taurus (tv-serie, 2002)
- Truslen (2004)
- En god dag (kortfilm, 2005)
- Wallander (tv-serie, 2010)